# Attentato al bus dell'interscambio di Geha
L'attentato al bus dell'interscambio di Geha fu un attentato suicida palestinese avvenuto il 25 dicembre 2003 su una fermata dell'autobus all'interscambio di Geha, nella periferia di Tel Aviv, in Israele. Nell'attacco morirono quattro persone e 16 rimasero ferite. Il Fronte Popolare per la Liberazione della Palestina rivendicò l'attentato.

## L'attentato
Intorno alle 18:30 locali del 25 dicembre 2003, un attentatore suicida palestinese fece esplodere un ordigno esplosivo vicino a una fermata del bus all'interscambio di Geha. Tre soldati israeliani e una donna di 19 anni furono uccisi nell'attentato e altre 16 persone rimasero feriti. Due furono uccisi sul colpo e un terzo morì durante il trasporto in ospedale. La quarta vittima morì in ospedale diverse ore dopo.

### Vittime
- Adva Tzippora Fisher, 19 anni, di Kfar Saba;[4]
- Rotem Weinberger, 19 anni, di Kfar Saba;[5]
- Noam Leibowitz, 22 anni, di Elkana;[6]
- Angelina Shcherov, 19 anni, di Kfar Saba.[7]

### Responsabili
Il Fronte Popolare per la Liberazione della Palestina rivendicò l'attentato e affermò che l'attentatore suicida era il diciottenne Saed Hanani di Beit Furik, un villaggio in Cisgiordania. L'attacco avvenne poco dopo che degli elicotteri israeliani uccisero un comandante della Jihad islamica palestinese e altri quattro palestinesi a Gaza.